# Tomáš Medveď
Tomáš Medveď (Kassa, 1973. december 31. –) szlovák labdarúgó, csatár.

## Sikerei, díjai
- Magyar bajnokság
  - gólkirály: 2004–05